# Kefar Rut
Kefar Rut (hebr.: כפר רות) – moszaw położony w samorządzie regionu Chewel Modi’in, w Dystrykcie Centralnym, w Izraelu.

## Historia
Moszaw został założony w 1977.

## Gospodarka
Gospodarka moszawu opiera się na intensywnym rolnictwie.